# 布克哈德·甘滕拜因
布克哈德·甘滕拜因（德語：Burkhard Gantenbein，1912年7月14日—2007年8月27日），瑞士男子手球运动员。他曾代表瑞士参加1936年夏季奥林匹克运动会手球比赛，获得一枚铜牌，他在其中两场比赛中有上场参赛。